# Myrmekiaphila foliata
Espèce
Synonymes
- Myrmekiaphila atkinsoni Simon, 1891

Myrmekiaphila foliata est une espèce d'araignées mygalomorphes de la famille des Euctenizidae.

## Distribution
Cette espèce est endémique des États-Unis. Elle se rencontre en Virginie, en Virginie-Occidentale, en Caroline du Nord, en Caroline du Sud, au Kentucky, au Tennessee, en Géorgie et en Alabama.

## Publication originale
- Atkinson, 1886 : Descriptions of some new trapdoor spiders; their nests and food habits. Entomologica Americana, vol. 2, p. 109-117 & 128-137 (texte intégral).